# Elisha Cook, Jr.
Elisha Vanslyck Cook, Jr. (San Francisco, California, 26 de diciembre de 1903 - Big Pine, California, 18 de mayo de 1995) fue un actor estadounidense.

## Carrera
Con una carrera que abarcó más de 70 años, se especializó en villanos y personajes cobardes y neuróticos. Cook fue un actor que se inició en el vodevil y el teatro de verano a los 14 años de edad. Viajó por el Este y el Medio Oeste del país antes de llegar a Nueva York, donde Eugene O'Neill le escogió para trabajar en su obra Ah, Wilderness!, la cual se representó en Broadway durante dos años.
En 1936 Cook se asentó en Hollywood y, tras interpretar una serie de papeles dirigidos al público juvenil, inició una larga cadena de interpretaciones de personajes enclenques, perdedores y sádicos, que usualmente terminaban muertos, bien por disparos, por estrangulamiento o envenenados. Probablemente fue el chivo expiatorio más importante de Hollywood durante muchos años. Aun así, hizo una rara aparición en la comedia con un cameo en Hellzapoppin', en 1941. 
Una de sus interpretaciones más destacadas fue la que hizo en la película de Universal Pictures La dama desconocida (1944). Pero ganó fama sobre todo por su papel de Wilmer, que intenta intimidar a Sam Spade, personaje interpretado por Humphrey Bogart en El halcón maltés.
Otros papeles notables fueron el de un secuaz del personaje principal en Born to Kill, el de Harry Jones en Al borde del abismo / El sueño eterno (1946), el antiguo soldado Torrey en Shane el desconocido / Raíces profundas (1953), y el de George Peatty, el marido de Marie Windsor en el film de Stanley Kubrick Atraco perfecto / Casta de malditos (1956). Otra de sus actuaciones relevantes fue la que hizo en el clásico de horror de William Castle La mansión de los horrores / Mansión siniestra, estrenada en 1959.
Por otra parte, Cook trabajó para la televisión interpretando a un detective privado en un episodio de 1953 de la serie Aventuras de Superman titulado Semi-Private Eye. También fue el abogado Samuel T. Cogley en el episodio de Star Trek "Court Martial", e Isaac Isaacson en Batman. Además tuvo un papel recurrente como Icepick en Magnum, P.I.. En los años 80 actuó en ALF.

## Vida privada
Cook había nacido en San Francisco (California). Su padre fue Elisha Vanslyck Cook, Sr. (1870-?), farmacéutico en San Francisco, y se crio en Chicago.
Cook se casó dos veces. Su primer matrimonio fue con Mary Lou Cook en 1929, divorciándose en 1942. Su segundo matrimonio duró hasta la muerte del actor, y fue con Peggy McKenna. No tuvo hijos. Vivió en Bishop, California, veraneando en el Lago Sabrina, en la Sierra Nevada de California.
Elisha Cook falleció en 1995 en Big Pine, California, a causa de un accidente cerebrovascular. Sus restos fueron incinerados, y sus cenizas dispersadas.

## Filmografía
| - Her Unborn Child (1930) (debut en el cine) - Pigskin Parade (1936) - They Won't Forget (1937) - Submarine Patrol (1938) - He Married His Wife (1940) - Stranger on the Third Floor (1940) - Tin Pan Alley (1940) - Bola de fuego (1941) - El halcón maltés (1941) - Hellzapoppin (Loquilandia) (1941) - A-Haunting We Will Go (1942) - Baptism of Fire (1943) - Phantom Lady (La dama desconocida) (1944) - Dark Waters (Aguas turbias) (1944) - Dillinger (1945) - Two Smart People (1946) - The Big Sleep (1946) - Born to Kill (1947) - The Long Night (Noche eterna) (1947) - Flaxy Martin (1949) - The Great Gatsby (1949) - Don't Bother to Knock (Niebla en el alma) (1952) - Shane (1953) - The Killing (1956) - Accused of Murder (1956) | - Baby Face Nelson (1957) - House on Haunted Hill (1959) - One-Eyed Jacks (El rostro impenetrable) (1961) - Papa's Delicate Condition (1963) - Black Zoo (1963) - The Haunted Palace (1963) - Welcome to Hard Times (1967) - Rosemary's Baby (1968) - The Night Stalker (1972) (TV) - The Great Northfield Minnesota Raid (Sin ley ni esperanza) (1972) - Messiah of Evil (1972) - Blacula (1972) - Pat Garrett y Billy The Kid (1973) (no acreditado) - Emperor of the North Pole (1973) - Electra Glide in Blue (1973) - The Outfit (1973) - St. Ives (1976) - Dead of Night (1977) - The Champ (1979) - Salem's Lot (1979) (miniserie) - 1941 (1979) - Tom Horn (1980) - Carny (1980) - Hammett (1982) - Treasure: In Search of the Golden Horse (1984) |